# Standaardargument
In sommige programmeertalen is een standaardargument (ook defaultargument en default argument) een argument dat wordt toegekend aan een parameter van een functie als er geen andere waarde is meegegeven voor die parameter. De functie wordt dan uitgevoerd met dat standaardargument ingevuld voor die betreffende parameter.

## Voorbeeld
Een voorbeeld in Python:
```
def
 
functie
(
x
,
 
y
,
 
z
=
0
):

    
print
(
x
,
 
y
,
 
z
)

```

De parameter z van deze functie heeft een standaardargument, namelijk 0. Bij het aanroepen van deze functie dient een waarde voor x en y meegegeven te worden maar een waarde voor z is optioneel. Als er geen waarde voor z is meegegeven dan wordt de waarde 0 gebruikt.
Deze functie kan nu aangeroepen worden met bijvoorbeeld functie(3, 4) (dit geeft: 3 4 0) en functie(3, 4, 5) (dit geeft: 3 4 5).

## Standaardargumenten door middel van overloading
In programmeertalen die geen standaardargumenten ondersteunen, zoals Java, moet men voor elke parameter van een functie een waarde meegeven bij het aanroepen van de functie. Het effect van standaardargumenten kan wel bereikt worden door overloading van methoden. Hierbij maakt men enkele methoden met dezelfde naam en een variërend aantal parameters; de functies met minder parameters roepen dan de methoden met meer parameters aan met al een aantal waarden ingevuld.
Het bovenstaande voorbeeld in Java door middel van overloading:
```
public
 
void
 
functie
(
int
 
x
,
 
int
 
y
,
 
int
 
z
)
 
{

    
System
.
out
.
println
(
x
 
+
 
" "
 
+
 
y
 
+
 
" "
 
+
 
z
);

}

public
 
void
 
functie
(
int
 
x
,
 
int
 
y
)
 
{

    
functie
(
x
,
 
y
,
 
0
);

}

```

Als functie wordt aangeroepen met twee argumenten dan wordt de gelijknamige functie functie met drie argumenten aanroepen en met 0 ingevuld voor z. Als er wel een waarde voor z wordt meegegeven, dan wordt direct de versie met drie argumenten uitgevoerd. Op deze manier wordt hetzelfde effect bereikt als standaardargumenten,